# علی یعقوب (بازیکن فوتبال)
علی یعقوب (عربی: علي حسن يعقوب؛ زادهٔ ۲۶ ژانویهٔ ۱۹۸۵) بازیکن فوتبال اهل لبنان بود.
از باشگاه‌هایی که در آن بازی کرده‌است می‌توان به باشگاه ورزشی النجمه لبنان و باشگاه ورزشی العهد اشاره کرد.
وی همچنین در تیم‌های ملی فوتبال زیر ۲۳ سال لبنان و لبنان بازی کرده‌است.